# Der Katzensteg (1915)
Der Katzensteg ist ein deutscher Stummfilm aus dem Jahre 1915 von Max Mack nach der gleichnamigen Romanvorlage von Hermann Sudermann.

## Handlung
Preußen zur Zeit der Befreiungskriege 1813 bis 1815: Der alte Baron von Schranden, Sohn einer Französin, paktiert mit Napoleon Bonapartes Truppen. Dies bringt ihm die erbitterte Gegnerschaft seines Sohnes Boleslav ein, der treu zum preußischen Widerstand steht. Es kommt zum Bruch zwischen Vater und Sohn, und Boleslav verlässt das elterliche Schloss. Derweil führt des alten Schranden Franzosenliebe so weit, dass er sogar einen Verrat begeht. Er zwingt die Dienstmagd Regine, die französischen Truppen über den Katzensteg in den Rücken der preußischen Freikorps, die für die Befreiung Deutschlands von der napoleonischen Knechtschaft kämpfen, zu führen.
Einige Zeit später kehrt der Sohn des alten Schranden auf das elterliche Landgut zurück. Der Vater ist längst tot, die Franzosen im Rückzug begriffen. Aber der Fluch des väterlichen Verrats lastet schwer auf Boleslav und den Namen von Schranden. Daheim wurde Regine wegen ihrer erzwungenen Kollaboration mit dem Feind aus der Dorfgemeinschaft ausgestoßen. Sie gilt als geächtet. Boleslav, der weiß, dass das einfache Mädchen die Tat nicht freiwillig getan hatte, setzt sich massiv für sie ein. Dieser Umstand hat zur Folge, dass nun auch seine Verlobung mit der Pfarrerstochter Helene platzt.
Nolens volens wird nun auch Boleslav mehr und mehr zum Außenseiter, nur Regine hält zu ihm. Boleslav von Schranden will seinen Namen wieder reinwaschen und wirft sich mit seinen Leute in die Entscheidungsschlacht gegen die napoleonischen Okkupanten. Am Katzensteg kommt es zu einer Aussprache Boleslavs mit seiner Ex-Verlobten Helene. Regine läuft ihm entgegen. Da fällt ein Schuss, gedacht für Boleslav von Schranden. Regine wirft sich der Kugel in den Weg und stirbt in Boleslavs Armen.

## Produktionsnotizen und Hintergrund
Der Katzensteg entstand im Herbst/Winter 1914/15 im Union-Atelier in Berlin-Tempelhof. Der fünfaktige Film erhielt Jugendverbot und lief am 27. April 1915 an. 
Die zur Drehzeit 17-jährige Käthe Haack gab mit der Pfarrerstochter Helene hier ihr Filmdebüt. Hermann Fellner übernahm die Produktionsleitung, Bruno Lopinski oblag als Aufnahmeleiter auch die Hilfsregie. Die Filmbauten entwarf Paul Leni.
Anlässlich des 60. Geburtstags Sudermanns wurde der Film im September 1917 in Düsseldorf wiederaufgeführt.
Zum 70. Geburtstag Sudermanns drehte Gerhard Lamprecht ein Remake dieses Stoffes; 1937, zu Sudermanns Achtzigstem, entstand eine Neuverfilmung unter der Regie von Fritz Peter Buch.

## Kritik
Der Kinematograph schrieb: „In der Bearbeitung, die Sudermanns Roman erfahren hat, ist das kinematographisch Wirksame mit außerordentlich sicherem Blick herausgeschält worden, und so ist es gelungen, durch weise Beschränkung aus dem berühmten Roman einen fesselnden Film zu machen. Das ist um so erfreulicher, als in manchen Kreisen der Branche die Reaktion nach dem Autorenrummel so stark geworden war, daß man schlechterdings mit dem Begriff Autorenfilm die Vorstellung eines nur für die Gebildeten geeigneten, für das große Publikum aber mehr oder weniger langweiligen Machwerkes verband. Anders der "Katzensteg". Er wäre auch dann ein guter Film, wenn es niemals einen gleichnamigen Roman gegeben hätte. Dazu trägt nicht zum wenigsten die außerordentlich vornehme, von künstlerischen Gesichtspunkten getragene Inszenierung Max Macks bei, die trotzdem oder vielmehr gerade deshalb die packende Handlung in außerordentlicher Eindringlichkeit und Lebendigkeit in das Bild umgesetzt hat. In oftmals überraschender Weise zeigt sich hier, in wie hohem Masse der Regisseur die Szene mit dem Auge, des Malers gesehen hat. (…) Namentlich aber das erstere Bild ist Kunst an sich. Es liefert den zwingenden Beweis, daß ein malerisch geschultes Auge über die Möglichkeiten der Malerei hinaus bewegte Kunst mittels des Films bieten kann. Auf den Inhalt des Films hier einzugehen, erübrigt sich bei einem so bekannten Werke der Literatur. Dagegen sei noch kurz der Darstellung gedacht, aus der vor allem Ferdinand Bonn als Darsteller des alten Hackelberg hervorragt. Ihm standen Georg Lengbach als Boleslav, der Träger der Hauptrolle, sowie Leontine Kühnberg als Regine gleichwertig zur Seite; und auch der junge Merkel, von Ludwig Trautmann dargestellt, verdient lobende Erwähnung.“
Ernst Kämpfer urteilte in „Bild und Film“: „Die Gründe, die von jeher gegen die Autorenfilme sprachen, liegen so klar auf der Hand und sind so stark, daß sie, solange man bei dem bisherigen System bleibt, einfach unwiderlegbar sind. – Bühnenstücke, Romane usw., verlangen eben naturgemäß eine andere technische Behandlung in Aufbau und Wirkung als das Filmstück. (…) In einem Punkte nun wenigstens, das sei gern bestätigt, hat man bei dem "Katzensteg"-Film wirklich gelernt: Das Stück verfügt über eine aus sich selbst heraus verständliche Handlung. Aber weitere, und zwar künstlerische Vorzüge? Man wird sie vergebens suchen.(…)Psychologisch bleibt das Stück – es ist immer nur vom Film die Rede – so ziemlich alles schuldig. Die Charakterzeichnung der Handelnden ist unsicher. Die Gestalten schwanken schemenhaft hin und her. Was im Roman logisch motiviert durchgeführt ist, wirkt hier wie an den Haaren herbeigezogen. Man hat sich rein mechanisch an die äußere Handlung gehalten. Irgendwelche filmkünstlerische Offenbarungen bringt also auch dieser Autorenfilm nicht.“
Die Lichtbild-Bühne lobte „die vom rein bildhaften Standpunkte aus sehr schönen Bilder und das vortreffliche Spiel aller Darsteller unter Max Macks Regie.“